# Regimiento Reforzado n.º 14 "Aysén"
El Regimiento Reforzado n.º 14 "Aysén" del Teniente Coronel Bartolomé Vivar Ornat es una unidad que se ubica en la ciudad de Coyhaique, pertenece a la IV División de Ejército.

## Historia
Los orígenes de la unidad se remontan hacía el año 1939, cuando se establecen servicios de Radio Permanente del Ejército en la Región, las que además servían como servicio de correos y telégrafos de la naciente provincia de Aysén. Con dicho fin se establecen en la zona de forma permanente 1 oficial y 4 suboficiales; posteriormente en el año 1941, se destinan a la zona, 1 clase y 8 Soldados de la V División de Ejército. 

Siete años después en 1948, se organiza el “Regimiento de Infantería n.º 14 “Aysén”.
Con el paso de los años la unidad fue denominada Motorizada, Reforzada y de Montaña.

En el año 1999, la unidad es reforzada con la compañía de telecomunicaciones n.º 8.

La unidad que permanecería activa hasta el año 2003, cuando en el marco de la reestructuración del ejército, esta unidad se fusiona con el regimiento de Infantería n.º 26 “Bulnes”, naciendo así el Regimiento Reforzado n.º 14 "Aysén"

### Telecomunicaciones
Sus orígenes están en el año 1967, cuando se creó la Compañía de Telecomunicaciones con guarnición en la región.

En el 1978, se organiza el primer pelotón de telecomunicaciones de la Brigada Aysen, conformada por el Teniente Ismael Aranda Pozo como su primer comandante y clases especialistas que estaban en diferentes unidades como instructores del 14 Aysen. A esta llegaron los primeros SLC, procedentes de la Escuela de Telecomunicaciones, fueron 28 SLC. Que se ofrecieron de manera manera voluntaria, ya que el gran grueso de Soldados unidos en una sola Compañía iba con rumbo a Punta Arenas.
A raíz de la creación a mediados de los 80 de la VII Brigada de Ejército, en 1989 la compañía es transformada en el Batallón de Telecomunicaciones de dicha Brigada. 

En 1993, a raíz de la transformación de la VII Brigada en VII División, la unidad vuelve a ser reformada pasando a denominarse Regimiento de Telecomunicaciones n.º 8 “Coyhaique”. 

Finalmente en 1999, la unidad es puesta en receso, sus medios fueron reorganizados pasando a denominarse Compañía de Telecomunicaciones Divisionaria n.º 8 “Coyhaique” dependiendo administrativa y logísticamente del actual Regimiento Reforzado n.º 14 “Aysén’’

## Actual Organización
- Batallón de Infantería Motorizado N.º 26 "Aysén". (Ex Regimiento de Infantería N.º 26 "Bulnes")
  - Compañía de Plana Mayor y Logística
  - 1.ª Compañía de fusileros
  - 2.ª Compañía de fusileros
  - 3.ª Compañía de fusileros
  - Compañía de morteros 81mm 120mm
- Compañía de Telecomunicaciones N.º 8 "Coyhaique" (Ex Regimiento de Telecomunicaciones N.º 8 "Coyhaique")
- Grupo de Artillería N.º 8 "San Carlos de Ancud" (Ex Regimiento de Artillería N.º 8 "San Carlos de Ancud")
- Compañía Antiblindaje “Karut”
- Pelotón de Exploración Anfibio
- Aparentemente formado por 3 secciones con una docena de vehículos todoterrenos israelíes AIL Storm armados como cazacarros, con cañones de 106 sin retroceso, y una unidad de misiles filoguiados
- Pelotón de Policía Militar.
- Compañía de Cuartel.

Su fecha de aniversario es el 2 de febrero.
- Datos: Q5486526